# Henri Mazeaud
Pour les articles homonymes, voir Mazeaud.
Henri Mazeaud, né le 7 mars 1900 à Limoges et mort à Boulogne-Billancourt le 23 octobre 1993, est un juriste français.

## Biographie
Sa famille compte plusieurs juristes connus (il est l'oncle de l'homme politique Pierre Mazeaud, et le grand-père du professeur de droit Denis Mazeaud et de la femme politique Sophie Dessus.
Petit-fils de magistrat, fils d’un président de chambre à la Cour de cassation, Henri Mazeaud est docteur en droit très tôt (1921), et réussit comme major, le concours d’agrégation en 1926.
Il est chargé de cours (1924) puis professeur (1930) à la Faculté de droit de Lille dans un premier temps, il migre vers l’Université de Paris en 1939 après avoir occupé un poste à Varsovie de 1931 à 1939, où il se rend pendant un semestre par an, où il devient le directeur de l’Institut français puis Chef de la Mission universitaire française en Pologne. 
Mobilisé en 1939, dans l’administration militaire, il s’ennuie et demande son affectation dans la brigade polonaise comme sous-lieutenant et participe brillamment à la campagne de Norvège début 1940.
Démobilisé, il retrouve sa chaire à Paris, où, un peu comme Pierre Henri Teitgen à Montpellier, il prône la lutte contre l’occupant, puis entre dans la Résistance, devient le chef du mouvement Alliance pour la Picardie et Le Nord-Pas-de-Calais[réf. nécessaire], fait le coup de main (action qui lui vaudra d’être officier de la Légion d’honneur et la médaille de la Résistance) et s’engage en 1944, comme capitaine, dans la première division blindée… polonaise et, la paix assurée, retourne à Paris.
Lorsque l’on évoque « les Mazeaud », on cite les Leçons de droit civil publiées par Henri, Léon et Jean Mazeaud.
Il est élu membre de l'Académie des sciences morales et politiques le 10 février 1969 dans la section Législation, droit public et jurisprudence .

## Distinctions
- Officier de la Légion d'honneur[Quand ?]
- Médaille de la Résistance française avec rosette (décret du 10 janvier 1947)